# Cá hấp amok
Cá hấp amok hay amok trei (tiếng Khmer: អាម៉ុកត្រី [ʔaːmok trəj]) là một món cà ri cá hấp của người Khmer (amok) với độ sệt giống như mousse, một trong những món ăn quốc gia của Campuchia. Cá amok được cho là món ăn hoàng gia của người Khmer có từ thời Đế quốc Khmer, mặc dù có những nghi ngờ nó có nguồn gốc từ Campuchia.

## Thành phần
Thông thường, sẽ dùng cá bống, cá lóc hoặc các loại cá da trơn, tuy nhiên, đôi khi cũng được thay thế bằng cá tuyết, cá hồng, cá chẽm, cá hồi, cá lăng hoặc cá rô. Phi lê cá được ướp với kroeung pha màu vàng hoặc xanh, trộn với kem dừa hoặc nước cốt dừa và trứng. Hỗn hợp cà ri được đựng trong lá chuối có lót lá nhàu ở phía dưới và hấp trong khoảng 20 đến 30 phút cho đến khi cà ri đạt được độ đặc giống như mousse. Lá nhàu có thể được thay thế bằng lá cải cầu vồng nếu không có sẵn.
Cá hấp amok thường được dùng nóng đựng trong lá chuối hoặc gáo dừa và ăn với cơm. Nhiều nhà hàng ở Campuchia cũng phục vụ các phiên bản amok ít truyền thống hơn với thịt gà, đậu phụ hoặc thịt bò thay vì cá. Các sai lệch khác bao gồm việc sử dụng bột nhào thảo mộc mua ở cửa hàng, các loại kroeung khác, độ đặc lỏng hơn và nấu thay vì hấp.